# Hecato de Rodes
Hécato de Rodes (em grego: Ἑκάτων; fl. c. 100 a.C.), foi um filósofo estoico, discípulo de Panécio de Rodes. Embora muito pouco se saiba sobre a sua vida, é certo que foi um filósofo estoico influente no período de sua atividade. Foi um escritor prolífico, mas nenhuma de suas obras sobreviveu.

### Obras
Diógenes Laércio menciona seis tratados escritos por Hécato:
- Περὶ ἀγαθῶν - Sobre os bens, composto de pelo menos 19 livros;
- Περὶ ἀρετῶν - Sobre as virtudes;
- Περὶ παθῶν - Sobre as paixões;
- Περὶ τελῶν - Sobre os fins.
- Περὶ παραδόξων - Sobre os paradoxos, composto de pelo menos 13 livros;
- Χρεῖαι - Máximas.

Cícero observa que Hécato escreveu uma obra Sobre os deveres, ("De Officiis") dedicada a Quinto Élio Tuberão. Hécato é mencionado frequentemente por Séneca no seu tratado De Beneficiis. 

### Filosofia
Segundo Diógenes Laércio, Hécato dividiu as virtudes em dois tipos: as que estão baseadas em princípios científico-intelectuais (como, por exemplo, a sabedoria e a justiça), e as que não se fundamentam nesses princípios (como, por exemplo, a temperança e a saúde dela resultante). No geral seus ensinamentos morais adotavam uma perspectiva cínica, e tendiam a considerar o interesse próprio como o melhor critério moral, pois, conforme explicava, o interesse próprio está baseado nas múltiplas relações da vida: a pessoa precisa de dinheiro para o bem de seus filhos, de seus amigos e do próprio Estado, já que a prosperidade do Estado depende da riqueza de seus cidadãos.
Cícero comenta que Hécato tinha especial interesse por perguntas casuísticas, como, por exemplo: se a pessoa recebeu uma moeda falsa e sabe que é falsa, seria moralmente certo passá-la adiante?  Assim como Cleantes de Assos e Crísipo de Solis, Hécato também acreditava que a virtude podia ser ensinada.